# Solymári bányavasúti baleset
A solymári bányavasúti baleset a pilisi bányavidék legnagyobb bányaüzemeinek számító Jóreménység-altárót és az István-aknát kiszolgáló kisvasút egyetlen olyan ismert balesete volt, amely emberéletet is követelt, és amelyről fényképes dokumentáció is fennmaradt.

## Háttér
Az 1950-es évek második felében és az 1960-as években a pilisszentiváni területen létesített Jóreménység-altárói és István-aknai bányaüzemek a pilisi bányavidék legjelentősebb, több száz dolgozót foglalkoztató bányászati munkahelyei voltak. Mindkettő nyitópontja – de különösen a Jóreménység-altáróé – viszonylag messze esett a település lakott területeitől, ráadásul más közeli településeken élő bányászok is dolgoztak itt, ezért az a munkarend alakult ki, hogy a két üzemben kitermelt szén szállítására szolgáló keskeny nyomtávú vasútvonalakon – melyek Pilisszentiván és Solymár határvonalától nem messze egyesültek, közös végállomásuk pedig Solymártelep vasútállomásnál volt – személyszállításra kialakított, úgynevezett népeskocsikat szállító szerelvények is közlekedtek: ezek vitték fel a bányászokat az indulási állomásról a munkahelyeikre, illetve vitték vissza őket onnan a műszak végén.

## A baleset
1960. április 12-én kora délután egy – egyetlen üres csillét és 12 népeskocsit szállító – szerelvény Jóreménység-altáró felől indult a völgy felőli végállomás felé; a mozdony után sorolták be az üres csillét, majd amögé a 12 népeskocsit. A szerelvény végén sem fékeskocsi, sem másik mozdony nem volt, habár az érvényben lévő szabályzat szerint vagy egyikből, vagy másikból egyet fel kellett volna csatolni a szerelvény végére.
A vasútvonal és a solymári-pilisszentiváni községhatár közelében, de solymári területen,  a lejtős és ívekkel tűzdelt pályán a vonatvezető felfigyelt arra, hogy a mozdony mögött haladó csillének elég nagy a kilengése. Próbálta csökkenteni a kb. 8 km/órával haladó szerelvény sebességét, de ekkor a csille a sebességcsönnektés és a lejtős pálya miatti ellennyomás következtében leesett a sínekről és lekapcsolódott a mozdonyról. Ezután a csillét követő öt népeskocsi is kisiklott, az első kettő és a negyedik fel is borult, valamint az első a vágány melletti faoszlopoknak is nekicsapódott. [A baleset helyszíne nagyjából azon a szakaszon volt, ahol a nyomvonal keleti irányban húzódik, és ahol a legjobban megközelíti a mai solymári Széles utcát.
A balesetben egy bányász, a harmadik kocsiban utazó Haluk János vájár életét vesztette: feltehetőleg kiugrott a kocsiból és a felboruló negyedik kocsi forgózsámolya halálra sebesítette. Egy másik bányásznak, id. Mártai Károlynak, aki az első népeskocsiból próbált kiugrani, a lábai a feldőlő kocsi alá szorultak, őt társai gyorsan kiszabadították, majd kórházba került, súlyos sérülésekkel. Egy további bányász, a solymári lakos Eigner Károly, aki ugyancsak a harmadik kocsiban utazott, szintén megsérült, de csak enyhébb fokban. (Egy helyütt öt halálos áldozatról lehet olvasni, mindenfajta forráshivatkozás vagy ezt alátámasztó egyéb adat nélkül, de ez nyilvánvaló tévedés, annál is inkább, mert a bányászati szakirodalom az egész hatvanas évekből csak három halálos áldozatát tartja nyilván a pilisi bányavidéknek, Haluk Jánost is beleértve.)

## Következmények
A lefolytatott vizsgálat eredményeként a balesettel kapcsolatban, bányarendészeti szempontból három személy mulasztása volt megállapítható.
- G. S. szállítási felvigyázót a Dorogi Kerületi Bányaműszaki Felügyelőség 500 forint rendbírsággal sújtotta;
- F. J. villamos mozdonyvezető és K. S. fékező ellen, a büntetőjogi felelősség megállapítása céljából a fenti szerv feljelentést tett a Budai Járási Ügyészségnél.
  - A vizsgálat megállapításai szerint F. J.-t és K. S.-t is felelősség terhelte amiatt, hogy nem tartották be az Egységes Szolgálati Szabályzat azon szakaszát, amely szerint a személyszállító vonatokat csak fékeskocsival és fékezővel szabad közlekedtetni. F. J.  a vizsgálat eredményei szerint elmulasztotta a szabályzat azon szakaszainak betartását is, melyek szerint a mozdonyvezető a reá bízott mozdony helyes vezetéséért és a vonat szabályszerű továbbításáért személyében felelős; illetve hogy a megengedett legnagyobb sebesség személyszállításnál és lejtőspályán 10 km/óra, kanyarokban és a szabad előrehaladásban gátolt szakaszokon pedig ezt a sebességet is felére kell csökkenteni.
  - G. S. szállítási felvigyázóról a vizsgálat azt állapította meg, hogy bár a mulasztásai nem voltak összefüggésben a halálos balesettel, de több mulasztására is fény derült a szolgálatra vonatkozó rendelkezések betartatása és a kötelező baleset-elhárítási oktatások lebonyolítása kapcsán.

A felügyelőség egyben arra a megállapításra jutott, hogy a hasonló balesetek megelőzése céljából külön intézkedésre nincs szükség, mivel az eset idején érvényben lévő szabályzat betartása esetén a szerencsétlenség elkerülhető lett volna.
Az ügyben indult büntetőeljárás kimeneteléről ez idő szerint semmilyen biztos adat nem ismert.